# Playground magazine
Playground magazine és un mitjà digital espanyol que crea contingut d'actualitat amb una audiència internacional (Miami, Mèxic, Bogotá, Sao Paulo, Santiago, Buenos Aires, Madrid i Barcelona).
Aquesta revista digital va néixer el 2008 amb la intenció d'informar sobre el futur de la música, però també sobre la resta de fenòmens culturals connectats a ella. Avui en dia Playground magazine penja contingut, segons la seva descripció, per a persones amb "ments despertes". Els seus articles tenen una gran relació amb l'impacte social, la cultura i l'activisme.
La seva plataforma amb més seguidores és instagram, amb un nombre de 1,5mm de followers. Penjen contingut diari sobre temes de l'actualitat, normalment en format de vídeo.